# Mail Transfer Agent
Ein Mail Transfer Agent oder Message Transfer Agent (MTA) ist die Software eines Mailservers, die E-Mails entgegennimmt und sendet. Im Gegensatz dazu dient der Mail User Agent (MUA) zur Bearbeitung von Mails durch den Computerbenutzer. In Mehrbenutzersystemen kann alternativ zum MTA auch ein Mail Delivery Agent benutzt werden.
MTAs kommunizieren sehr häufig nach dem Simple Mail Transfer Protocol, aber auch gemäß X.400. Der MTA des Empfängers arbeitet mit dem Mail Delivery Agent (MDA) des Mailservers zusammen, der die E-Mails in den passenden Postfächern der jeweiligen Benutzerverzeichnisse abliefert. Dabei kann das Local Mail Transfer Protocol zum Einsatz kommen. Wenn ein Mailserver als SMTP-Relay ausgelegt ist, kann er auch nur aus einem MTA bestehen.
Ein wesentlicher Bestandteil eines MTA ist seine Warteschlange. Dort sammelt er Aufträge, insbesondere wenn der MTA des Adressaten (Empfängers) nicht sofort erreichbar ist. In diesem Fall geht er mehrfach die MX Resource Records des Adressaten durch, um den Auftrag abzuarbeiten. Wenn dies misslingt, sendet er dem Absender eine Nachricht zurück, dass seine E-Mail nicht zugestellt werden konnte (Siehe auch Delivery Status Notification). 
Der MTA ist der Teil eines Mailservers, der hinsichtlich der Computersicherheit am ehesten angreifbar ist, z. B. durch das Eindringen von Schadprogrammen. Er ist auch die E-Mail-Server-Komponente, bei der sich Maßnahmen zur Abwehr von Spam anbieten.

## Eigenständige MTAs
- Postfix
- Exim
- Sendmail
- Postmaster
- qmail
- Smail
- hMailServer